# 산서초등학교 (전북)
산서초등학교는 대한민국 전북특별자치도 장수군 산서면 동화리에 있는 공립 초등학교이다.

## 학교 연혁
- 1924년 6월 10일 산서공립보통학교 개교
- 1938년 4월 1일 교명 변경 (산서공립심상소학교)[1]
- 1941년 4월 1일 교명 변경 (산서공립국민학교)[2]
- 1981년 3월 1일 병설유치원 설립(1반 정원 40명)
- 1992년 3월 1일 성계분교장 통폐합
- 1995년 3월 1일 계월분교장 통폐합
- 1996년 3월 1일 산서초등학교 개칭[3]
- 2008년 5월 13일 학교건물개축(BTL사업) 준공업 (총 8,145명)
- 2023년 2월 7일 제98회 10명 졸업 (총 8,216명)
- 2024년 3월 2일 초등 4명, 유치원 3명 입학
- 2021년 9월 1일 제 30대 한재남 교장 부임

## 참고 자료
- 산서초등학교 - 한국교육학술정보원 학교알리미